# Třída Wickes
Třída Wickes byla třída torpédoborců námořnictva Spojených států amerických. Celkem bylo postaveno 111 jednotek této třídy. Společně s předchozí třídou Caldwell a následující třídou Clemson tvořily rozsáhlou skupinu amerických torpédoborců s průběžnou palubou (flush deck). Jen malou část plavidel třídy Wickes se podařilo dostavět před skončením první světové války. Část jich byla ve 30. letech sešrotována. Přes svou zastaralost pak byly nasazeny ve druhé světové válce, zčásti však v jiných rolích (např. jako rychlé transportní lodě APD). Zároveň jich byla část zapůjčena Velké Británii, přičemž jejich dalšími uživateli byli Kanada, Nizozemsko, Norsko a SSSR. Po druhé světové válce byly vyřazeny.

## Stavba

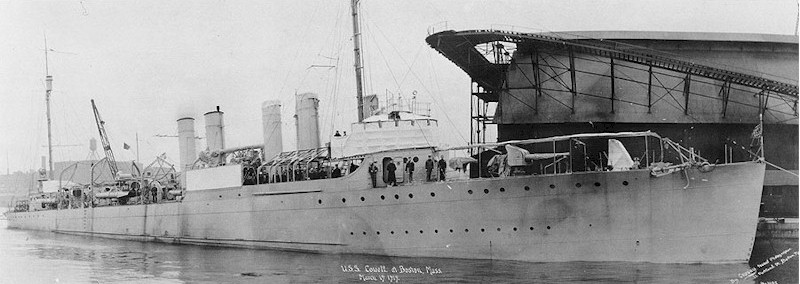
USS Cowell (DD-167) během stavby

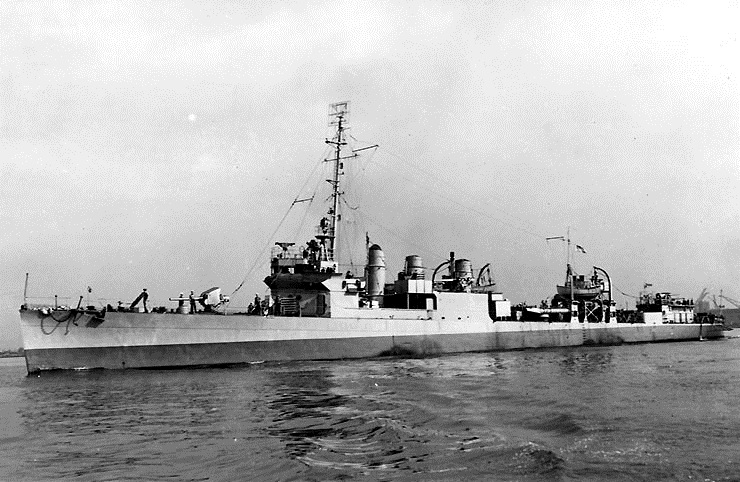
USS Blakeley (DD-150)

Objednávka prvních 50 torpédoborců třídy Wickes byla součástí rozsáhlého stavebního programu (Naval Appropriation Act) z roku 1916. Po vstupu USA do války byl jejich počet navýšen o dalších 61 kusů. Oproti přecházející třídě Caldwell měly být torpédoborce třídy Wickes výrazně rychlejší, aby dokázaly držet krok s lehkými křižníky třídy Omaha, což si vyžádalo výrazně silnější pohon.
Financování stavby třídy Wickes začalo ve finančním roce 1917. Celkem bylo postaveno 111 jednotek této třídy. Na stavbě se podílelo celkem osm loděnic: Bath Iron Works, William Cramp & Sons ve Filadelfii, Mare Island Navy Yard ve Vallejo, Charleston Navy Yard, Fore River Shipyard v Quincy, Union Iron Works (Bentleham) v San Franciscu, Newport News Shipbuilding a New York Shipbuilding Corporation. Existovaly dvě hlavní konstrukční varianty lišící se zejména pohonem, ale i dalším vybavením. Zatímco první navržená loděnicí Bethlehem Steel byla stavěna jejími pobočkami Fore River a Union Iron Works (trupová čísla DD79-92, 95-112, 161-185), druhou navrženou loděnicí Bath Iron Works pak všechny ostatní (podtřída Liberty, trupová čísla DD75-78, 93, 94, 113-160, 181-185). Torpédoborce byly do služby přijaty v letech 1918-1921.

## Konstrukce

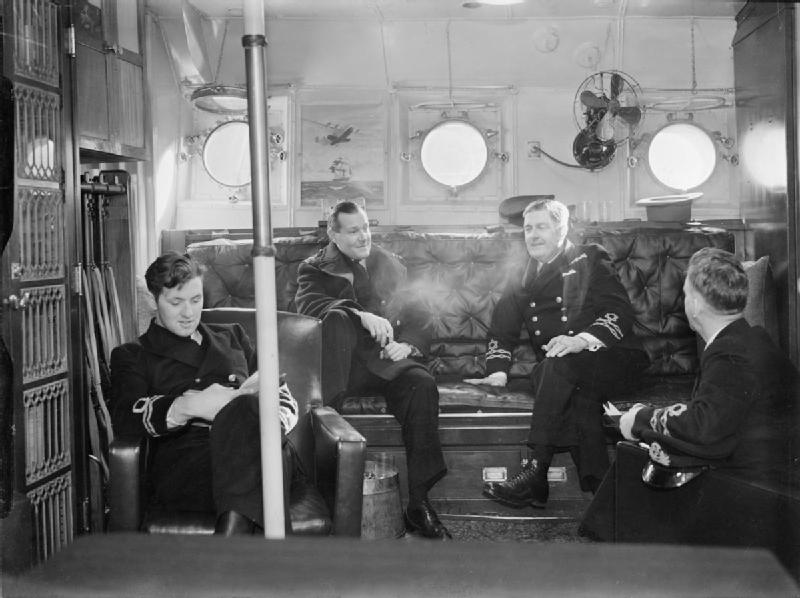
Důstojnická jídelna HMCS Niagara (ex Thatcher, DD-162)

### Torpédoborce (DD)
Základní výzbroj tvořily čtyři 102mm kanóny Mk.IX v jednohlavňových postaveních a jeden protiletadlový 76mm kanón Mk.XIV. Na palubě byly též čtyři trojhlavňové 533mm torpédomety. K ničení ponorek sloužil jeden vrhač a dvě skluzavky hlubinných pum se zásobou 15 náloží.
Pohonný systém tvořily dvě turbíny a čtyři kotle. Zatímco torpédoborce navržené loděnicí Bentlehem využívaly turbíny Curtis a kotle Yarrow, subverze navržená Bath Iron Works využívala turbín Parsons, nebo Westinghouse a kotlů výrobců Normand, Thornycroft, nebo White-Foster. Lodní šrouby byly dva. Nejvyšší rychlost dosahovala 35 uzlů. Dosah plavidel konstrukce Bath Iron Works činil 3178 námořních mil při rychlosti 20 uzlů. Výkony torpédoborců konstrukce Bentlehem byly většinou výrazně nižší (u některých 2300 námořních mil při 15 uzlech).

### Lehké minonosky (DM)

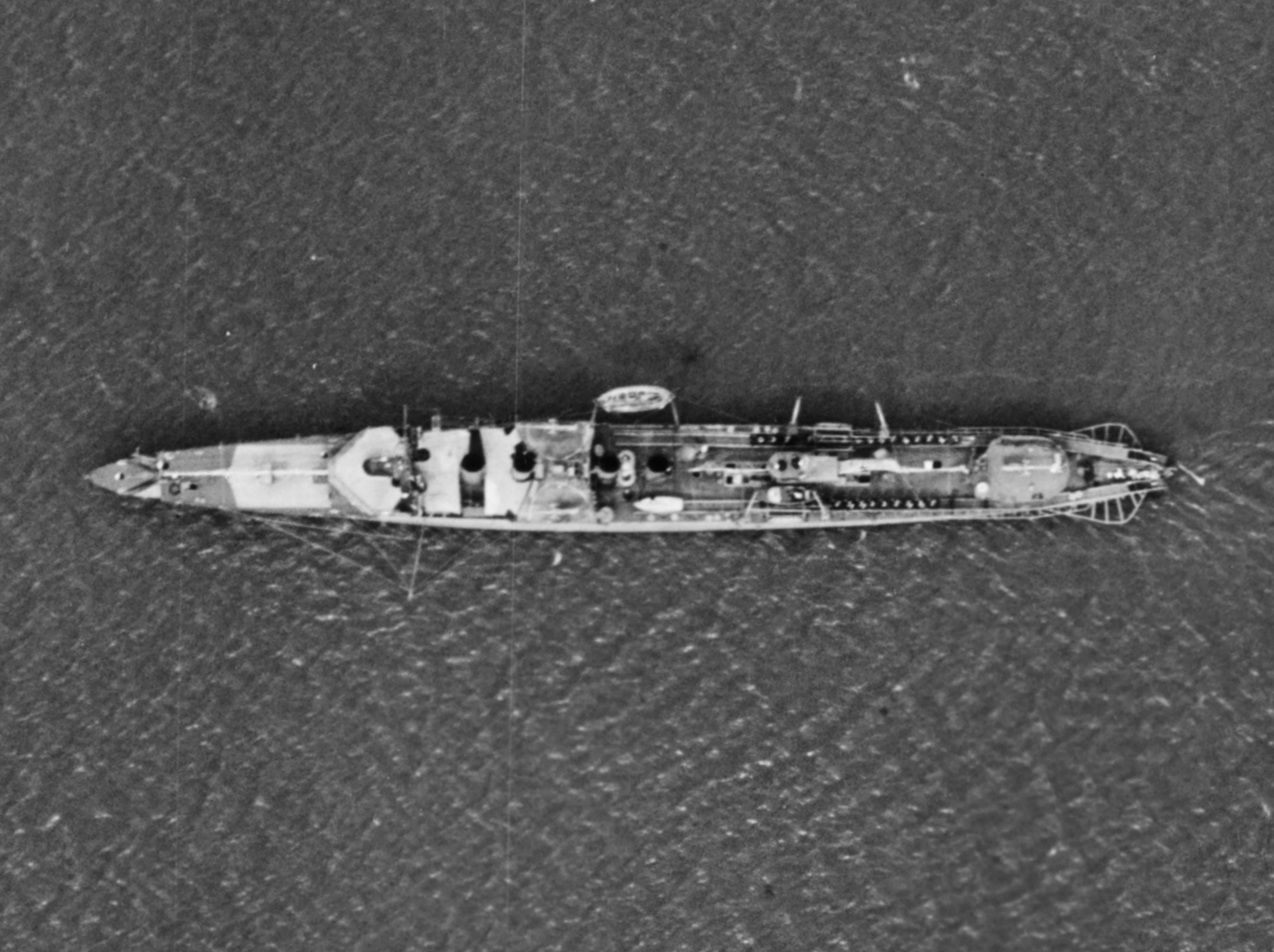
Lehká minonoska USS Maury (DM-5)

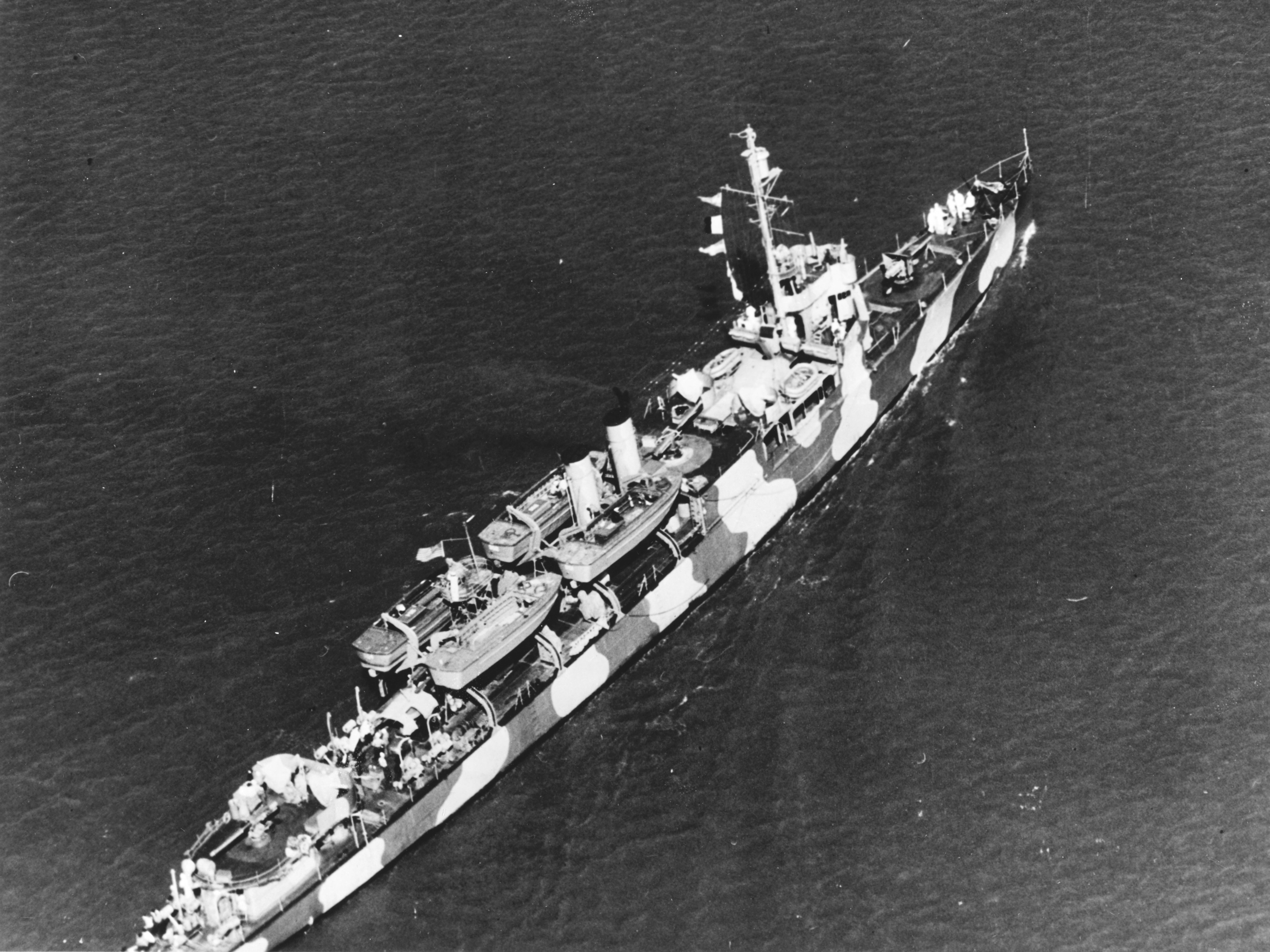
Rychlý transport USS McKean (APD-5)

Výzbroj tvořily čtyři 102mm kanóny a až 80 min. Ostatní výzbroj a torpédomety byly odstraněny.

### Rychlé minolovky (DMS)
Výzbroj tvořily čtyři 76mm kanóny Mk.20, dva 12,7mm kulomety, dva až čtyři vrhače hlubinných pum a minolovné vybavení. Po demontáži jednoho kotle rychlost klesla na 25 uzlů.

### Rychlé transportní lodě (APD)
Převáženo bylo 144 vojáků, k jejichž vysazení byly neseny čtyři čluny LCP(L), nebo LCP(R). Výzbroj tvořily tři 102mm kanóny, šest 12,7mm kulometů, čtyři vrhače a dvě skluzavky hlubinných pum. Pohonný systém měl nižší výkon. Rychlost klesla na 22-24 uzlů.

## Služba

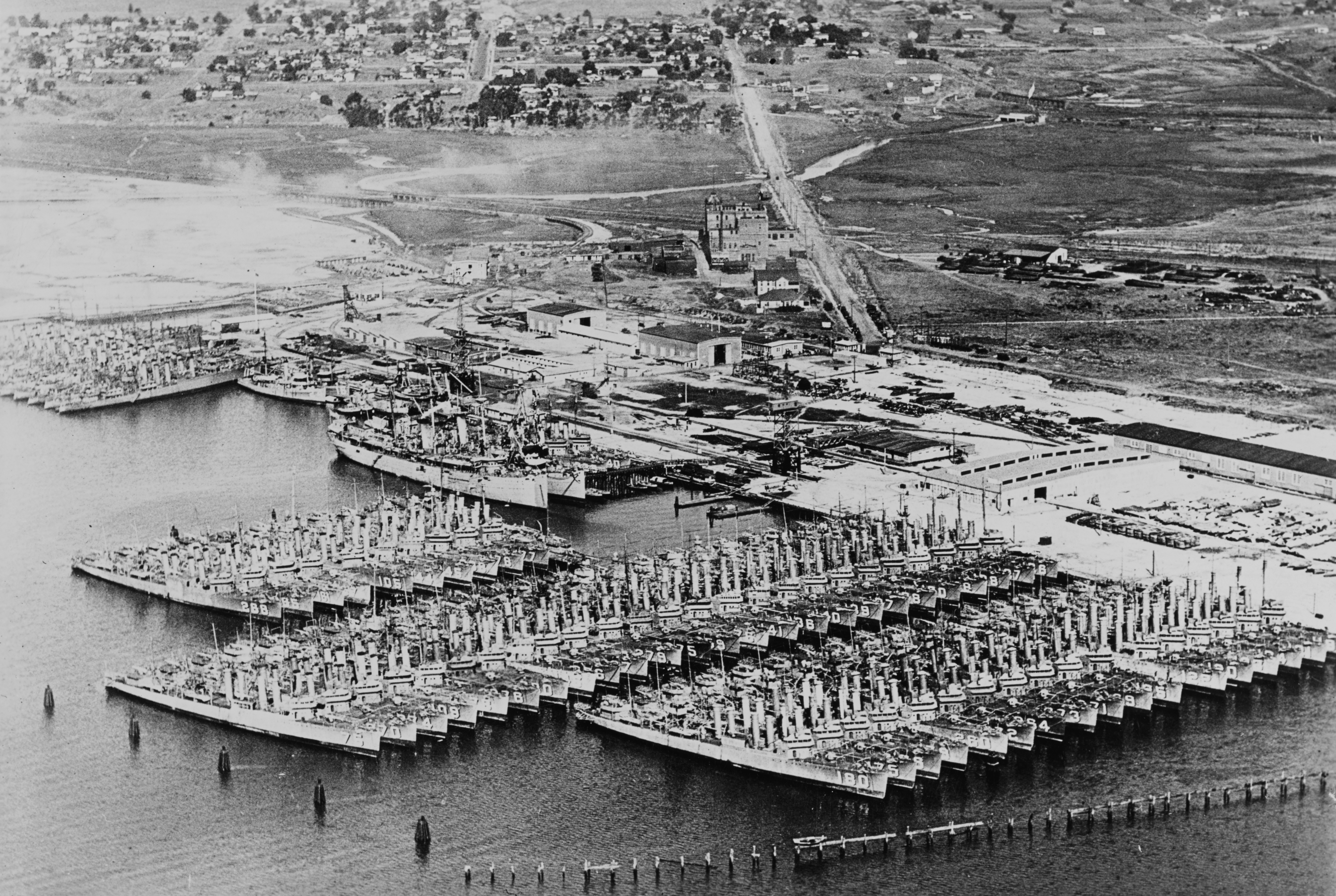
Americké čtyřkomínové torpédoborce uložené ve 20. letech v rezervě

První torpédoborce této třídy byly do služby zařazovány na sklonku první světové války. Za provozu se projevilo několik nedostatků, zejména horší nautické vlastnosti, přílišné zalévání přídě mořskou vodu a nedostatečný dosah, kvůli kterému byla u následující třídy Clemson o 10 % zvětšena zásoba paliva a zároveň byla zvětšena její kormidla.
Roku 1921 se Woolsey potopil po kolizi s jinou lodí a De Long ztroskotal. Ve 30. letech bylo 60 torpédoborců sešrotováno kvůli problémům s jejich kotly Yarrow. Část jich také byla upravena pro plnění odlišných úkolů. Ve 20. a 30. letech bylo 18 plavidel upraveno na lehké minonosky (DM 1-18). V letech 1940-1941 bylo osm plavidel upraveno na rychlé minolovky (DMS 1-8). V letech 1940-1944 bylo 17 plavidel upraveno na rychlé transportní lodě (APD). Další sloužily jako různé pomocné lodě.
Na začátku druhé světové války americké námořnictvo provozovalo ještě 77 torpédoborců této třídy. Celkem 27 jich bylo zapůjčeno Velké Británii a ostatní se po vstupu USA do války zapojily do bojových operací.
Na počátku války byly aktivní čtyři minolovky DM. Gamble se 29. srpna 1942 podařilo u Guadalcanalu potopit japonskou ponorku I-123. Montgomery se podílel na položení minového pole, v němž se 1. února 1943 potopil torpédoborec Makigumo. V květnu 1943 se Gamble a Breese podílely na položení minového pole, na němž se potopil torpédoborec Kurošio, přičemž jeho minami poškozené sesterské lodě Kageró a Ojašio dorazila americká letadla.
Za války ztracená plavidla:
- HMS Bath (I17, ex Hopewell, DD-181) - 19. srpna 1941 během doprovodu konvoje OG 71 potopen německou ponorkou U-204.
- USS Jacob Jones (DD-130) - 28. února 1942 potopen u pobřeží Delaware německou ponorkou U-578.[3]
- HMS Campbeltown (I42, ex Buchanan, DD-131) - zničen při nájezdu na Saint-Nazaire.
- USS Colhoun (APD-2, ex DD-85) - 30. srpna 1942 potopen u Guadalcanalu japonskými bombardéry.[3]
- USS Little (APD-4, ex DD-79) a Gregory (APD-3, ex DD-82) - 5. září 1942 potopeny u Guadalcanalu japonskými torpédoborci Júdači, Hacujuki a Murakumo.[3]
- USS McKean (APD-5, ex DD-90) - 17. listopadu 1942 potopen v zátoce císařovny Augusty japonským leteckým torpédem.[3]
- USS Leary (DD-158) - 24. prosince 1943 potopen v severním Atlantiku německými ponorkami U-275 a U-382.[3]
- USS Ward (ex Cowell, APD-16, ex DD-139) - 7. prosince 1944 potopen japonským kamikaze.[3]
- USS Palmer (DMS-5) - 7. ledna 1945 potopen u Luzonu japonskými letadly.[4]
- USS Gamble (DM-15) - 18. února 1945 u ostrova Iwo Jima poškozen těžce náletem a později potopen u Guamu.[6]
- USS Dickerson (APD-21, ex DD-157) - 2. dubna 1945 u ostrova Okinawa poškozen kamikaze a za dva dny potopen vlastní posádkou.[3]
- USS Dorsey (DMS-1) - 9. října 1945 kvůli tajfunu Louise ztroskotal u ostrova Okinawa.[4]

## Uživatelé

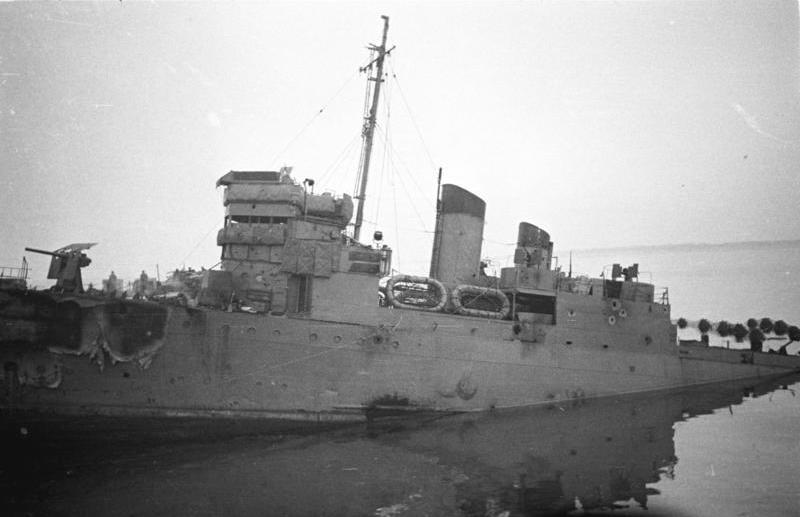
Britský torpédoborec HMS Campbeltown (I42) zničený během Operace Chariot

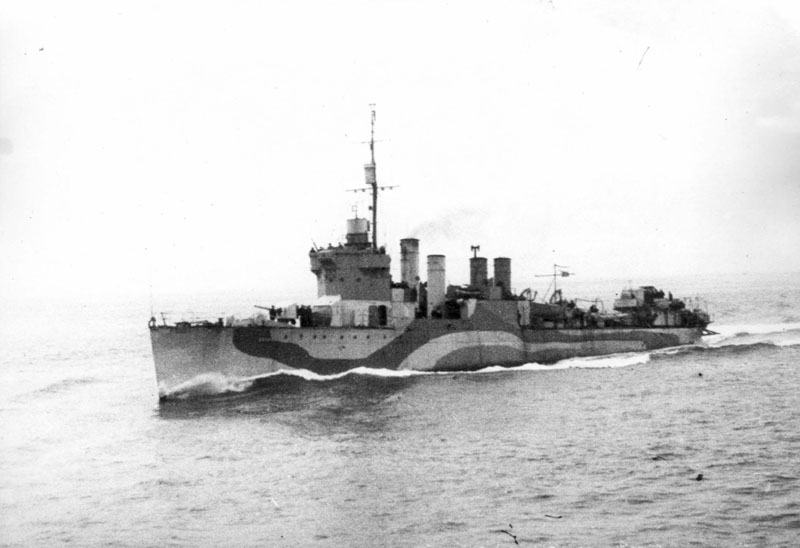
Sovětský torpédoborec Žarkij (ex HMS Brighton, ex USS Cowell

- Spojené království Britské královské námořnictvo mělo za druhé světové války zapůjčeno celkem 50 amerických čtyřkomínových torpédoborců (třída Town), z nichž 27 patřílo ke třídě Wickes.

- Kanada Kanadské královské námořnictvo převzalo pět torpédoborců z dodávky pro Velkou Británii. Jednalo se o plavidla: HMCS Annapolis, HMCS Columbia, HMCS Hamilton, HMCS Niagara, HMCS St. Clair.

- Nizozemsko Nizozemské královské námořnictvo roku 1941 krátce provozovalo torpédoborec HMS Campbeltown (I42, ex Buchanan, DD-131). Nizozemci si přáli plavidlo přejmenovat na Middelburg, nebylo jim to však povoleno.[7]

- Norsko Norské královské námořnictvo mělo zapůjčeno pět torpédoborců třídy Wickes britského námořnictva. Jednalo se o plavidla HMS Mansfield (ex Evans, DD-78), HMS Newport (ex Sigourney, DD-81), HMS Bath (ex Hopewell, DD-181), HMS St Albans (ex Thomas, DD-182) a HMS Lincoln (ex Yarnall, DD-143).[8]

- Sovětský svaz Sovětské námořnictvo od Velké Británie získalo sedm plavidel.